# Ron Welty
Ron Welty (ur. 1 lutego 1971 roku w Long Beach w Kalifornii), amerykański perkusista, kojarzony przede wszystkim z muzyką punkrockową i zespołem The Offspring.

## Kariera muzyczna
Do zespołu Ron dołączył w wieku 15 lat zastępując Jamesa Lilję, co budziło sprzeciw jego rodziców. Jest muzykiem - samoukiem, znanym ze świetnej techniki i bezbłędnej gry w czasie koncertów. W marcu 2003 roku, po 16 latach gry w The Offspring, Welty przeszedł do rockowego zespołu Steady Ground, gdzie jest perkusistą i współproducentem. Opuścił The Offspring, gdy ten był w połowie nagrywania "Splintera", wydanego w grudniu 2003 roku. Welty udzielił w życiu tylko jednego wywiadu - dla magazynu The Drums. Oprócz perkusji, Ron potrafi grać na flecie i saksofonie.